# 太田隆信
太田 隆信（おおた たかのぶ、1934年9月4日 - ）は、日本の建築家である。元坂倉建築研究所代表取締役および元大阪芸術大学教授。台湾台北州基隆市生まれ。

## 経歴
1958年、早稲田大学理工学部卒業。同年、坂倉準三建築研究所に入所。1969年、坂倉準三建築研究所の発展に伴い坂倉建築研究所に改称。1994年、同研究所代表取締役大阪事務所長。1999年から2005年まで同研究所代表取締役。
1962年、大阪府青少年センターで、AIJ作品賞受賞、日本建築学会賞・作品賞（西澤文隆，山西嘉雄，吉田好伸らと）。国立オリンピック記念青少年センターで、1996年にBCS賞。2003年に営繕技術コンクール優秀賞。芦屋市民センタールナホールで、1998年JIA25周年記念賞、大阪市中央公会堂で2004年BCS特別賞、日本建築学会賞・業績賞。